# Naoki Kuriyama
Naoki Kuriyama (japanisch 栗山 直樹 Kuriyama Naoki; * 8. Dezember 1990 in Shizuoka) ist ein japanischer Fußballspieler.

## Karriere
Kuriyama erlernte das Fußballspielen in der Schulmannschaft der Shimizu Higashi High School und der Universitätsmannschaft der Senshū-Universität. Seinen ersten Vertrag unterschrieb er 2013 bei JEF United Chiba. Der Verein spielte in der zweithöchsten Liga des Landes, der J2 League. Im August 2014 wurde er an den Drittligisten FC Machida Zelvia ausgeliehen. 2015 kehrte er zu JEF United Chiba zurück. Für den Verein absolvierte er sieben Ligaspiele. 2016 wechselte er in die Präfektur Yamagata zum Ligakonkurrenten Montedio Yamagata. Im Juli 2021 wechselte er auf Leihbasis zum Ligakonkurrenten Ehime FC. Für Ehime stand er 18-mal in der zweiten Liga auf dem Platz. 2021 belegte er mit Ehime den 20. Tabellenplatz und stieg in die dritte Liga ab. Nach der Ausleihe wurde er von Ehime am 1. Februar 2022 fest unter Vertrag genommen. 2022 bestritt er 24 Drittligaspiele. Zu Beginn der Saison 2023 ging er nach Singapur. Hier unterschrieb er einen Vertrag beim Erstligisten Hougang United.